# Grand Prix Formule 1 van Monaco 1969
De Grand Prix Formule 1 van Monaco 1969 werd gehouden op 18 mei in Monte Carlo op het circuit van Monaco. Het was de derde race van het seizoen.

## Uitslag
| Pos. | Nr. | Coureur              | Constructeur    | Rondes | Tijd / Oorzaak uitval | Grid | Punten |
| ---- | --- | -------------------- | --------------- | ------ | --------------------- | ---- | ------ |
| 1    | 2   | Graham Hill          | Lotus-Ford      | 80     | 1:56:59.4             | 4    | 9      |
| 2    | 16  | Piers Courage        | Brabham-Ford    | 80     | + 17.3                | 9    | 6      |
| 3    | 9   | Jo Siffert           | Lotus-Ford      | 80     | + 34.6                | 5    | 4      |
| 4    | 2   | Richard Attwood      | Lotus-Ford      | 80     | + 52.9                | 10   | 3      |
| 5    | 4   | Bruce McLaren        | McLaren-Ford    | 79     | + 1 Ronde             | 11   | 2      |
| 6    | 3   | Denny Hulme          | McLaren-Ford    | 78     | + 2 Rondes            | 12   | 1      |
| 7    | 12  | Vic Elford           | Cooper-Maserati | 74     | + 6 Rondes            | 16   |        |
| NF   | 6   | Jacky Ickx           | Brabham-Ford    | 48     | Ophanging             | 7    |        |
| NF   | 7   | Jackie Stewart       | Matra-Ford      | 22     | Aandrijving           | 1    |        |
| NF   | 8   | Jean-Pierre Beltoise | Matra-Ford      | 20     | Aandrijving           | 3    |        |
| NF   | 11  | Chris Amon           | Ferrari         | 16     | Differentieel         | 2    |        |
| NF   | 10  | Pedro Rodríguez      | BRM             | 15     | Motor                 | 14   |        |
| NF   | 17  | Silvio Moser         | Brabham-Ford    | 15     | Aandrijving           | 15   |        |
| NF   | 14  | John Surtees         | BRM             | 9      | Versnellingsbak       | 6    |        |
| NF   | 5   | Jack Brabham         | Brabham-Ford    | 9      | Ongeluk               | 8    |        |
| NF   | 15  | Jackie Oliver        | BRM             | 0      | Ongeluk               | 13   |        |

## Statistieken
| Pole-position | Jackie Stewart | Matra-Ford | 1:24.6 |
| Snelste ronde | Jackie Stewart | Matra-Ford | 1:25.1 |

## Noot
- Dit was de eerste pole position voor Jackie Stewart.
- Eerste podiumplaats voor Piers Courage en de 36ste (en laatste) podiumplaats voor Graham Hill, en hiermee vestigde Hill een nieuw record. Hij verbrak het oude record van Juan Manuel Fangio (35), gevestigd tijdens de Grote Prijs van Italië van 1957.
- Vijfde podiumplaats voor een Zwitserse coureur.
- Dit was de vijfde overwinning van de Grote Prijs van Monaco voor Graham Hill; een verbetering van zijn record als de succesvolste Formule 1-coureur in Monaco.

1929 · 1930 · 1931 · 1932 · 1933 · 1934 · 1935 · 1936 · 1937 · 1948 · 1950 · 1955 · 1956 · 1957 · 1958 · 1959 · 1960 · 1961 · 1962 · 1963 · 1964 · 1965 · 1966 · 1967 · 1968 · 1969 · 1970 · 1971 · 1972 · 1973 · 1974 · 1975 · 1976 · 1977 · 1978 · 1979 · 1980 · 1981 · 1982 · 1983 · 1984 · 1985 · 1986 · 1987 · 1988 · 1989 · 1990 · 1991 · 1992 · 1993 · 1994 · 1995 · 1996 · 1997 · 1998 · 1999 · 2000 · 2001 · 2002 · 2003 · 2004 · 2005 · 2006 · 2007 · 2008 · 2009 · 2010 · 2011 · 2012 · 2013 · 2014 · 2015 · 2016 · 2017 · 2018 · 2019 · 2020 · 2021 · 2022 · 2023 · 2024 · 2025